# 13e étape du Tour d'Italie 2013
La 13e étape du Tour d'Italie 2013 a eu lieu le vendredi 17 mai 2013. Elle part de la ville de Busseto et arrive à Cherasco après 254 km de course. Le coureur Britannique de la formation Omega Pharma-Quick Step reporte sa quatrième victoire d'étape depuis le début de cet 96e édition du Giro, la deuxième consécutive. Il devance l'Italien Giacomo Nizzolo et le Slovène Luka Mezgec, arrivé troisième comme la veille. Aucun changement n'intervient dans les classements à l'issue de l'étape. À noter toutefois les retraits des leaders des équipes Garmin-Sharp et Sky, le Canadien Ryder Hesjedal et le Britannique Bradley Wiggins, respectivement vainqueurs en titre du Tour d'Italie et du Tour de France. Ces deux coureurs, pressentis avant le début de l'épreuve comme potentiels vainqueurs du classement général individuel, avaient perdu considérablement de temps dans les étapes précédentes, et se trouvaient en 37e et 13e positions, à 32 min 45 s et 5 min 12 s du Vincenzo Nibali, l'actuel porteur du maillot rose, dans le classement général établi après la 12e étape.
Mauro Santambrogio est disqualifié après un contrôle positif à l'EPO effectué au terme de la première étape. Il perd les classements de cette étape.

## Déroulement de la course
Après la plus longue étape de l'épreuve sur 254 kilomètres, Mark Cavendish s'est surpassé le lendemain sur la ligne droite finale de 4 kilomètres à Cherasco. Le Britannique a lancé son sprint à 300 mètres de la ligne et a résisté à Giacomo Nizzolo (RadioShack-Leopard) et Luka Mezgec (Argos-Shimano). Bradley Wiggins, quant à lui, a quitté la course avant le départ de Busseto à cause d'une infection pulmonaire. L'étape a été animée en grande partie par le duo Rafael Andrato et Nicola Boem.

## Résultats de l'étape

### Sprints
| 1. Sprint intermédiaire de Castagnole delle Lanze (km 182,2) | 1. Sprint intermédiaire de Castagnole delle Lanze (km 182,2) | 1. Sprint intermédiaire de Castagnole delle Lanze (km 182,2) | 1. Sprint intermédiaire de Castagnole delle Lanze (km 182,2) | 1. Sprint intermédiaire de Castagnole delle Lanze (km 182,2) | 1. Sprint intermédiaire de Castagnole delle Lanze (km 182,2) |
|                                                              | Coureur                                                      | Pays                                                         | Équipe                                                       |                                                              | Point(s)                                                     |
| ------------------------------------------------------------ | ------------------------------------------------------------ | ------------------------------------------------------------ | ------------------------------------------------------------ | ------------------------------------------------------------ | ------------------------------------------------------------ |
| 1er                                                          | Rafael Andriato                                              | Brésil                                                       | Vini Fantini-Selle Italia                                    |                                                              | 8                                                            |
| 2e                                                           | Nicola Boem                                                  | Italie                                                       | Bardiani Valvole-CSF Inox                                    |                                                              | 6                                                            |
| 3e                                                           | Danilo Hondo                                                 | Allemagne                                                    | RadioShack-Leopard                                           |                                                              | 4                                                            |
| 4e                                                           | Pablo Lastras                                                | Espagne                                                      | Movistar                                                     |                                                              | 3                                                            |
| 5e                                                           | Giairo Ermeti                                                | Italie                                                       | Androni Giocattoli-Venezuela                                 |                                                              | 2                                                            |
| 6e                                                           | Lars Ytting Bak                                              | Danemark                                                     | Lotto-Belisol                                                |                                                              | 1                                                            |
| modifier                                                     |                                                              |                                                              |                                                              |                                                              |                                                              |

| 2. Sprint intermédiaire de Alba (km 201,5) | 2. Sprint intermédiaire de Alba (km 201,5) | 2. Sprint intermédiaire de Alba (km 201,5) | 2. Sprint intermédiaire de Alba (km 201,5) | 2. Sprint intermédiaire de Alba (km 201,5) | 2. Sprint intermédiaire de Alba (km 201,5) |
|                                            | Coureur                                    | Pays                                       | Équipe                                     |                                            | Point(s)                                   |
| ------------------------------------------ | ------------------------------------------ | ------------------------------------------ | ------------------------------------------ | ------------------------------------------ | ------------------------------------------ |
| 1er                                        | Rafael Andriato                            | Brésil                                     | Vini Fantini-Selle Italia                  |                                            | 8                                          |
| 2e                                         | Nicola Boem                                | Italie                                     | Bardiani Valvole-CSF Inox                  |                                            | 6                                          |
| 3e                                         | Tobias Ludvigsson                          | Suède                                      | Argos-Shimano                              |                                            | 4                                          |
| 4e                                         | Giairo Ermeti                              | Italie                                     | Bardiani Valvole-CSF Inox                  |                                            | 3                                          |
| 5e                                         | Danilo Hondo                               | Allemagne                                  | RadioShack-Leopard                         |                                            | 2                                          |
| 6e                                         | Pablo Lastras                              | Espagne                                    | Movistar                                   |                                            | 1                                          |
| modifier                                   |                                            |                                            |                                            |                                            |                                            |

| Sprint final de Cherasco (km 254) | Sprint final de Cherasco (km 254) | Sprint final de Cherasco (km 254) | Sprint final de Cherasco (km 254) | Sprint final de Cherasco (km 254) | Sprint final de Cherasco (km 254) |
|                                   | Coureur                           | Pays                              | Équipe                            |                                   | Point(s)                          |
| --------------------------------- | --------------------------------- | --------------------------------- | --------------------------------- | --------------------------------- | --------------------------------- |
| 1er                               | Mark Cavendish                    | Grande-Bretagne                   | Omega Pharma-Quick Step           |                                   | 25                                |
| 2e                                | Giacomo Nizzolo                   | Italie                            | RadioShack-Leopard                |                                   | 20                                |
| 3e                                | Luka Mezgec                       | Slovénie                          | Argos-Shimano                     |                                   | 16                                |
| 4e                                | Brett Lancaster                   | Australie                         | Orica-GreenEDGE                   |                                   | 14                                |
| 5e                                | Elia Viviani                      | Italie                            | Cannondale                        |                                   | 12                                |
| 6e                                | Manuel Belletti                   | Italie                            | AG2R La Mondiale                  |                                   | 10                                |
| 7e                                | Daniele Bennati                   | Italie                            | Saxo-Tinkoff                      |                                   | 9                                 |
| 8e                                | Filippo Pozzato                   | Italie                            | Lampre-Merida                     |                                   | 8                                 |
| 9e                                | Anthony Roux                      | France                            | FDJ                               |                                   | 7                                 |
| 10e                               | Miguel Ángel Rubiano              | Colombie                          | Androni Giocattoli-Venezuela      |                                   | 6                                 |
| 11e                               | Robert Hunter                     | Afrique du Sud                    | Garmin-Sharp                      |                                   | 5                                 |
| 12e                               | Marco Marcato                     | Italie                            | Vacansoleil-DCM                   |                                   | 4                                 |
| 13e                               | Paul Martens                      | Allemagne                         | Blanco                            |                                   | 3                                 |
| 14e                               | Marco Canola                      | Italie                            | Bardiani Valvole-CSF Inox         |                                   | 2                                 |
| 15e                               | Vicente Reynés                    | Espagne                           | Lotto-Belisol                     |                                   | 1                                 |
| modifier                          |                                   |                                   |                                   |                                   |                                   |

### Côte
| 1. Côte de Tre Cuni, 3e catégorie (km 217,2) | 1. Côte de Tre Cuni, 3e catégorie (km 217,2) | 1. Côte de Tre Cuni, 3e catégorie (km 217,2) | 1. Côte de Tre Cuni, 3e catégorie (km 217,2) | 1. Côte de Tre Cuni, 3e catégorie (km 217,2) | 1. Côte de Tre Cuni, 3e catégorie (km 217,2) |
|                                              | Coureur                                      | Pays                                         | Équipe                                       |                                              | Point(s)                                     |
| -------------------------------------------- | -------------------------------------------- | -------------------------------------------- | -------------------------------------------- | -------------------------------------------- | -------------------------------------------- |
| 1er                                          | Nicola Boem                                  | Italie                                       | Bardiani Valvole-CSF Inox                    |                                              | 5                                            |
| 2e                                           | Lars Ytting Bak                              | Danemark                                     | Lotto-Belisol                                |                                              | 3                                            |
| 3e                                           | Pablo Lastras                                | Espagne                                      | Movistar                                     |                                              | 2                                            |
| 4e                                           | Stefano Pirazzi                              | Italie                                       | Bardiani Valvole-CSF Inox                    |                                              | 1                                            |
| modifier                                     |                                              |                                              |                                              |                                              |                                              |

### Classement à l'arrivée
| Classement de l'étape | Classement de l'étape | Classement de l'étape | Classement de l'étape        | Classement de l'étape | Classement de l'étape |
|                       | Coureur               | Pays                  | Équipe                       |                       | Temps                 |
| --------------------- | --------------------- | --------------------- | ---------------------------- | --------------------- | --------------------- |
| Vainqueur             | Mark Cavendish        | Grande-Bretagne       | Omega Pharma-Quick Step      | en                    | 6 h 9 min 55 s        |
| 2e                    | Giacomo Nizzolo       | Italie                | RadioShack-Leopard           |                       | m.t                   |
| 3e                    | Luka Mezgec           | Slovénie              | Argos-Shimano                |                       | m.t                   |
| 4e                    | Brett Lancaster       | Australie             | Orica-GreenEDGE              |                       | m.t                   |
| 5e                    | Elia Viviani          | Italie                | Cannondale                   |                       | m.t                   |
| 6e                    | Manuel Belletti       | Italie                | AG2R La Mondiale             |                       | m.t                   |
| 7e                    | Daniele Bennati       | Italie                | Saxo-Tinkoff                 |                       | m.t                   |
| 8e                    | Filippo Pozzato       | Italie                | Lampre-Merida                |                       | m.t                   |
| 9e                    | Anthony Roux          | France                | FDJ                          |                       | m.t                   |
| 10e                   | Miguel Ángel Rubiano  | Colombie              | Androni Giocattoli-Venezuela |                       | m.t                   |
| modifier              |                       |                       |                              |                       |                       |

## Classements à l'issue de l'étape

### Classement général
| Classement général | Classement général | Classement général | Classement général        | Classement général | Classement général |
|                    | Coureur            | Pays               | Équipe                    |                    | Temps              |
| ------------------ | ------------------ | ------------------ | ------------------------- | ------------------ | ------------------ |
| 1er                | Vincenzo Nibali    | Italie             | Astana                    | en                 | 52 h 38 min 9 s    |
| 2e                 | Cadel Evans        | Australie          | BMC Racing                | +                  | 41 s               |
| 3e                 | Rigoberto Urán     | Colombie           | Sky                       |                    | 2 min 4 s          |
| 4e                 | Robert Gesink      | Pays-Bas           | Blanco                    |                    | 2 min 12 s         |
| 5e                 | Michele Scarponi   | Italie             | Lampre-Merida             |                    | 2 min 13 s         |
| 6e                 | Mauro Santambrogio | Italie             | Vini Fantini-Selle Italia |                    | 2 min 55 s         |
| 7e                 | Przemysław Niemiec | Pologne            | Lampre-Merida             |                    | 3 min 35 s         |
| 8e                 | Beñat Intxausti    | Espagne            | Movistar                  |                    | 4 min 5 s          |
| 9e                 | Domenico Pozzovivo | Italie             | AG2R La Mondiale          |                    | 4 min 17 s         |
| 10e                | Rafał Majka        | Pologne            | Saxo-Tinkoff              |                    | 4 min 21 s         |
| modifier           |                    |                    |                           |                    |                    |

### Classement par points
| Classement par points | Classement par points | Classement par points | Classement par points   | Classement par points | Classement par points |
|                       | Coureur               | Pays                  | Équipe                  |                       | Point(s)              |
| --------------------- | --------------------- | --------------------- | ----------------------- | --------------------- | --------------------- |
| 1er                   | Mark Cavendish        | Grande-Bretagne       | Omega Pharma-Quick Step |                       | 108                   |
| 2e                    | Cadel Evans           | Australie             | BMC Racing              |                       | 73                    |
| 3e                    | Elia Viviani          | Italie                | Cannondale              |                       | 72                    |
| modifier              |                       |                       |                         |                       |                       |

### Classement du meilleur grimpeur
| Classement du meilleur grimpeur | Classement du meilleur grimpeur | Classement du meilleur grimpeur | Classement du meilleur grimpeur | Classement du meilleur grimpeur | Classement du meilleur grimpeur |
|                                 | Coureur                         | Pays                            | Équipe                          |                                 | Point(s)                        |
| ------------------------------- | ------------------------------- | ------------------------------- | ------------------------------- | ------------------------------- | ------------------------------- |
| 1er                             | Stefano Pirazzi                 | Italie                          | Bardiani Valvole-CSF Inox       |                                 | 47                              |
| 2e                              | Jackson Rodríguez               | Venezuela                       | Androni Giocattoli-Venezuela    |                                 | 26                              |
| 3e                              | Robinson Chalapud               | Colombie                        | Colombia                        |                                 | 23                              |
| modifier                        |                                 |                                 |                                 |                                 |                                 |

### Classement du meilleur jeune
| Classement du meilleur jeune | Classement du meilleur jeune | Classement du meilleur jeune | Classement du meilleur jeune | Classement du meilleur jeune | Classement du meilleur jeune |
|                              | Coureur                      | Pays                         | Équipe                       |                              | Temps                        |
| ---------------------------- | ---------------------------- | ---------------------------- | ---------------------------- | ---------------------------- | ---------------------------- |
| 1er                          | Rafał Majka                  | Pologne                      | Saxo-Tinkoff                 | en                           | 52 h 42 min 30 s             |
| 2e                           | Carlos Betancur              | Colombie                     | AG2R La Mondiale             | +                            | 1 min 5 s                    |
| 3e                           | Wilco Kelderman              | Pays-Bas                     | Blanco                       |                              | 4 min 34 s                   |
| modifier                     |                              |                              |                              |                              |                              |

### Classements par équipes

#### Classement au temps
| Classement par équipes au temps | Classement par équipes au temps | Classement par équipes au temps | Classement par équipes au temps | Classement par équipes au temps |
|                                 | Équipes                         | Pays                            |                                 | Temps                           |
| ------------------------------- | ------------------------------- | ------------------------------- | ------------------------------- | ------------------------------- |
| 1re                             | Sky                             | Royaume-Uni                     | en                              | 157 h 19 min 28 s               |
| 2e                              | Blanco                          | Pays-Bas                        | +                               | 2 min 22 s                      |
| 3e                              | Lampre-Merida                   | Italie                          |                                 | 9 min 54 s                      |
| modifier                        |                                 |                                 |                                 |                                 |

#### Classement aux points
| Classement par équipes aux points | Classement par équipes aux points | Classement par équipes aux points | Classement par équipes aux points | Classement par équipes aux points |
|                                   | Équipes                           | Pays                              |                                   | Point(s)                          |
| --------------------------------- | --------------------------------- | --------------------------------- | --------------------------------- | --------------------------------- |
| 1re                               | Sky                               | Royaume-Uni                       |                                   | 177                               |
| 2e                                | BMC Racing                        | États-Unis                        |                                   | 167                               |
| 3e                                | Orica-GreenEDGE                   | Australie                         |                                   | 165                               |
| modifier                          |                                   |                                   |                                   |                                   |

## Abandons
- Nacer Bouhanni (FDJ) : non-partant
- Ryder Hesjedal (Garmin-Sharp) : non-partant
- Bradley Wiggins (Sky) : non-partant